# Famille Báthory
Pour les articles homonymes, voir Bathory.
La famille Báthory (ou Báthori) est une ancienne famille de la noblesse hongroise qui a exercé une grande influence en Europe centrale (période : 1480-1680). Elle donne, au début de l'Époque moderne, plusieurs princes de Transylvanie et un roi de Pologne.

## Origines
Elle est issue du clan Gutkeled. Les frères Gut et Kelad immigrent en Hongrie depuis la Souabe (du château Stof, probablement Staufen im Breisgau ou Hohenstaufen) aux alentours de 1040, sous le règne du roi Pierre de Hongrie. La famille Báthory commence réellement avec André de Rakoméz, surnommé le Chauve, fils de Nikolaus. André est mentionné en 1250 en tant que patron de l'abbaye de Sárvár dans le comté de Szatmár. En 1279, le roi Ladislas IV de Hongrie récompense le frère d'André, Hados, et ses fils Georges († 1307), Benoît († 1321) et Briccius († 1322) pour leurs services militaires, en leur accordant Bator dans le Staufen im Breisgau. Bator avait été la propriété de Vajda, fils de Lángos, qui avait épousé une parente d'André, et qui mourut sans postérité. En 1310, Bator est en possession exclusive de Briccius, qui est parvenu à un accord avec son neveu Michael et son cousin Vid, afin de diviser les biens communs. Après cela, Briccius et ses descendants se sont nommés eux-mêmes « de Bátor » ou Báthory.

## Membres les plus célèbres de la famille Báthory
La famille Báthory était divisée en deux rameaux : les Báthory de Somlyo et les Báthory d'Ecsed.

### Branche de Somlyó
- Etienne Báthory, 1477-1534, le père. Gouverneur ou voïvode de Transylvanie
  - Étienne Ier (Stefan) Báthory, 1533-1586, le plus jeune fils du précédent Étienne Báthory. Prince de Transylvanie et roi de Pologne
  - Christophe Báthory, 1530-1581, frère plus âgé de Stefan I de Pologne. Voïvode de Transylvanie.
    - Sigismond Ier Báthory, 1572-1613, fils de Christophe. Prince de Transylvanie.

  - András Báthory  († 1563)
    - André Cardinal Báthory, cousin de Sigismond. Prince de Transylvanie.
    - Boldizsar Báthory, son frère voïvode de Transylvanie en 1594
    - István Bathory (1553-1601)
      - Gabriel Báthory, 1589–1613, un neveu du cardinal André. Prince de Transylvanie.

    - Sophia Báthory, une nièce de Gabriel Báthory, mariée à Georges II Rákóczy, ce qui unifia les deux familles. Elle promut l'Église orthodoxe sur ses terres.

### Branche d'Ecsed
- La comtesse Erzsébet Báthory, 7 août 1560 - 21 août 1614, nièce du roi de Pologne Étienne Báthory par sa mère, surnommée "La Comtesse sanglante".

## Arbre généalogique simplifié de la Famille Báthory
|  |  |                                                       |                                                       |                                                       |                                                       |                                                                        |                                                                        |                                                                        |                                                                        |                                                                        |                                                                        |                                                           |                                                           | Bereck Báthori                                            |                                                           |        |        |                    |                    |                                           |                                           |                                           |                                           |                                           |                                           |                    |                    |                                              |                                              | |                                              |                                              |                                              |                                                       |                                                       |                                                       |                                                       |                                                       |                                                       |                                                  |                                                  |  |  |        |        |        |        |                                                           |                                                           |                                                           |                                                           | | | | | | | | | | | | |  |  |  |  |  |  |  |  |  |  |  |  |  |  |  |  |  |  |  |  |  |  |  |  |
|  |  |                                                       |                                                       |                                                       |                                                       |                                                                        |                                                                        |                                                                        |                                                                        |                                                                        |                                                                        |                                                           |                                                           |                                                           |                                                           |        |        |                    |                    |                                           |                                           |                                           |                                           |                                           |                                           |                    |                    |                                              |                                              | |                                              |                                              |                                              |                                                       |                                                       |                                                       |                                                       |                                                       |                                                       |                                                  |                                                  |  |  |        |        |        |        |                                                           |                                                           |                                                           |                                                           | | | | | | | | | | | | |  |  |  |  |  |  |  |  |  |  |  |  |  |  |  |  |  |  |  |  |  |  |  |  |
|  |  |                                                       |                                                       |                                                       |                                                       |                                                                        |                                                                        |                                                                        |                                                                        |                                                                        |                                                                        |                                                           |                                                           |                                                           |                                                           |        |        |                    |                    |                                           |                                           |                                           |                                           |                                           |                                           |                    |                    |                                              |                                              | |                                              |                                              |                                              |                                                       |                                                       |                                                       |                                                       |                                                       |                                                       |                                                  |                                                  |  |  |        |        |        |        |                                                           |                                                           |                                                           |                                                           | | | | | | | | | | | | |  |  |  |  |  |  |  |  |  |  |  |  |  |  |  |  |  |  |  |  |  |  |  |  |
|  |  |                                                       |                                                       | Lõkös                                                 | Lõkös                                                 | Lõkös                                                                  | Lõkös                                                                  | Lõkös                                                                  | Lõkös                                                                  |                                                                        |                                                                        |                                                           |                                                           |                                                           |                                                           |        |        |                    |                    |                                           |                                           |                                           |                                           |                                           |                                           |                    |                    |                                              |                                              | |                                              | János Báthori de Somlyó                      | János Báthori de Somlyó                      | János Báthori de Somlyó                               | János Báthori de Somlyó                               | János Báthori de Somlyó                               | János Báthori de Somlyó                               |                                                       |                                                       |                                                  |                                                  |  |  |        |        |        |        |                                                           |                                                           |                                                           |                                                           | | | | | | | | | | | | |  |  |  |  |  |  |  |  |  |  |  |  |  |  |  |  |  |  |  |  |  |  |  |  |
|  |  |                                                       |                                                       | Lõkös                                                 | Lõkös                                                 | Lõkös                                                                  | Lõkös                                                                  | Lõkös                                                                  | Lõkös                                                                  |                                                                        |                                                                        |                                                           |                                                           |                                                           |                                                           |        |        |                    |                    |                                           |                                           |                                           |                                           |                                           |                                           |                    |                    |                                              |                                              | |                                              | János Báthori de Somlyó                      | János Báthori de Somlyó                      | János Báthori de Somlyó                               | János Báthori de Somlyó                               | János Báthori de Somlyó                               | János Báthori de Somlyó                               |                                                       |                                                       |                                                  |                                                  |  |  |        |        |        |        |                                                           |                                                           |                                                           |                                                           | | | | | | | | | | | | |  |  |  |  |  |  |  |  |  |  |  |  |  |  |  |  |  |  |  |  |  |  |  |  |
|  |  |                                                       |                                                       | Pierre Báthori d'Ecsed                                | Pierre Báthori d'Ecsed                                | Pierre Báthori d'Ecsed                                                 | Pierre Báthori d'Ecsed                                                 | Pierre Báthori d'Ecsed                                                 | Pierre Báthori d'Ecsed                                                 |                                                                        |                                                                        |                                                           |                                                           |                                                           |                                                           |        |        |                    |                    |                                           |                                           |                                           |                                           |                                           |                                           |                    |                    |                                              |                                              | |                                              | László                                       | László                                       | László                                                | László                                                | László                                                | László                                                |                                                       |                                                       |                                                  |                                                  |  |  |        |        |        |        |                                                           |                                                           |                                                           |                                                           | | | | | | | | | | | | |  |  |  |  |  |  |  |  |  |  |  |  |  |  |  |  |  |  |  |  |  |  |  |  |
|  |  |                                                       |                                                       | Pierre Báthori d'Ecsed                                | Pierre Báthori d'Ecsed                                | Pierre Báthori d'Ecsed                                                 | Pierre Báthori d'Ecsed                                                 | Pierre Báthori d'Ecsed                                                 | Pierre Báthori d'Ecsed                                                 |                                                                        |                                                                        |                                                           |                                                           |                                                           |                                                           |        |        |                    |                    |                                           |                                           |                                           |                                           |                                           |                                           |                    |                    |                                              |                                              | |                                              | László                                       | László                                       | László                                                | László                                                | László                                                | László                                                |                                                       |                                                       |                                                  |                                                  |  |  |        |        |        |        |                                                           |                                                           |                                                           |                                                           | | | | | | | | | | | | |  |  |  |  |  |  |  |  |  |  |  |  |  |  |  |  |  |  |  |  |  |  |  |  |
|  |  |                                                       |                                                       | János                                                 | János                                                 | János                                                                  | János                                                                  | János                                                                  | János                                                                  |                                                                        |                                                                        |                                                           |                                                           |                                                           |                                                           |        |        |                    |                    |                                           |                                           |                                           |                                           |                                           |                                           |                    |                    |                                              |                                              | |                                              | Szaniszló                                    | Szaniszló                                    | Szaniszló                                             | Szaniszló                                             | Szaniszló                                             | Szaniszló                                             |                                                       |                                                       |                                                  |                                                  |  |  |        |        |        |        |                                                           |                                                           |                                                           |                                                           | | | | | | | | | | | | |  |  |  |  |  |  |  |  |  |  |  |  |  |  |  |  |  |  |  |  |  |  |  |  |
|  |  |                                                       |                                                       | János                                                 | János                                                 | János                                                                  | János                                                                  | János                                                                  | János                                                                  |                                                                        |                                                                        |                                                           |                                                           |                                                           |                                                           |        |        |                    |                    |                                           |                                           |                                           |                                           |                                           |                                           |                    |                    |                                              |                                              | |                                              | Szaniszló                                    | Szaniszló                                    | Szaniszló                                             | Szaniszló                                             | Szaniszló                                             | Szaniszló                                             |                                                       |                                                       |                                                  |                                                  |  |  |        |        |        |        |                                                           |                                                           |                                                           |                                                           | | | | | | | | | | | | |  |  |  |  |  |  |  |  |  |  |  |  |  |  |  |  |  |  |  |  |  |  |  |  |
|  |  |                                                       |                                                       | István                                                | István                                                | István                                                                 | István                                                                 | István                                                                 | István                                                                 |                                                                        |                                                                        |                                                           |                                                           |                                                           |                                                           |        |        |                    |                    |                                           |                                           |                                           |                                           |                                           |                                           |                    |                    |                                              |                                              | |                                              | István                                       | István                                       | István                                                | István                                                | István                                                | István                                                |                                                       |                                                       |                                                  |                                                  |  |  |        |        |        |        |                                                           |                                                           |                                                           |                                                           | | | | | | | | | | | | |  |  |  |  |  |  |  |  |  |  |  |  |  |  |  |  |  |  |  |  |  |  |  |  |
|  |  |                                                       |                                                       | István                                                | István                                                | István                                                                 | István                                                                 | István                                                                 | István                                                                 |                                                                        |                                                                        |                                                           |                                                           |                                                           |                                                           |        |        |                    |                    |                                           |                                           |                                           |                                           |                                           |                                           |                    |                    |                                              |                                              | |                                              | István                                       | István                                       | István                                                | István                                                | István                                                | István                                                |                                                       |                                                       |                                                  |                                                  |  |  |        |        |        |        |                                                           |                                                           |                                                           |                                                           | | | | | | | | | | | | |  |  |  |  |  |  |  |  |  |  |  |  |  |  |  |  |  |  |  |  |  |  |  |  |
|  |  |                                                       |                                                       |                                                       |                                                       |                                                                        |                                                                        |                                                                        |                                                                        |                                                                        |                                                                        |                                                           |                                                           |                                                           |                                                           |        |        |                    |                    |                                           |                                           |                                           |                                           |                                           |                                           |                    |                    |                                              |                                              | |                                              |                                              |                                              |                                                       |                                                       |                                                       |                                                       |                                                       |                                                       |                                                  |                                                  |  |  |        |        |        |        |                                                           |                                                           |                                                           |                                                           | | | | | | | | | | | | |  |  |  |  |  |  |  |  |  |  |  |  |  |  |  |  |  |  |  |  |  |  |  |  |
|  |  | István Báthory voïvode de Transylvanie de 1479 à 1493 | István Báthory voïvode de Transylvanie de 1479 à 1493 | István Báthory voïvode de Transylvanie de 1479 à 1493 | István Báthory voïvode de Transylvanie de 1479 à 1493 | István Báthory voïvode de Transylvanie de 1479 à 1493                  | István Báthory voïvode de Transylvanie de 1479 à 1493                  |                                                                        |                                                                        | András                                                                 | András                                                                 | András                                                    | András                                                    | András                                                    | András                                                    |        |        |                    |                    |                                           |                                           |                                           |                                           |                                           |                                           |                    |                    |                                              |                                              | |                                              | Miklós                                       | Miklós                                       | Miklós                                                | Miklós                                                | Miklós                                                | Miklós                                                |                                                       |                                                       |                                                  |                                                  |  |  |        |        |        |        |                                                           |                                                           |                                                           |                                                           | | | | | | | | | | | | |  |  |  |  |  |  |  |  |  |  |  |  |  |  |  |  |  |  |  |  |  |  |  |  |
|  |  | István Báthory voïvode de Transylvanie de 1479 à 1493 | István Báthory voïvode de Transylvanie de 1479 à 1493 | István Báthory voïvode de Transylvanie de 1479 à 1493 | István Báthory voïvode de Transylvanie de 1479 à 1493 | István Báthory voïvode de Transylvanie de 1479 à 1493                  | István Báthory voïvode de Transylvanie de 1479 à 1493                  |                                                                        |                                                                        | András                                                                 | András                                                                 | András                                                    | András                                                    | András                                                    | András                                                    |        |        |                    |                    |                                           |                                           |                                           |                                           |                                           |                                           |                    |                    |                                              |                                              | |                                              | Miklós                                       | Miklós                                       | Miklós                                                | Miklós                                                | Miklós                                                | Miklós                                                |                                                       |                                                       |                                                  |                                                  |  |  |        |        |        |        |                                                           |                                                           |                                                           |                                                           | | | | | | | | | | | | |  |  |  |  |  |  |  |  |  |  |  |  |  |  |  |  |  |  |  |  |  |  |  |  |
|  |  |                                                       |                                                       |                                                       |                                                       |                                                                        |                                                                        |                                                                        |                                                                        |                                                                        |                                                                        |                                                           |                                                           |                                                           |                                                           |        |        |                    |                    |                                           |                                           |                                           |                                           |                                           |                                           |                    |                    |                                              |                                              | |                                              |                                              |                                              |                                                       |                                                       |                                                       |                                                       |                                                       |                                                       |                                                  |                                                  |  |  |        |        |        |        |                                                           |                                                           |                                                           |                                                           | | | | | | | | | | | | |  |  |  |  |  |  |  |  |  |  |  |  |  |  |  |  |  |  |  |  |  |  |  |  |
|  |  |                                                       |                                                       |                                                       |                                                       | István Palatin de Hongrie de 1519 à 1523 de 1524 à 1525 de 1526 à 1530 | István Palatin de Hongrie de 1519 à 1523 de 1524 à 1525 de 1526 à 1530 | István Palatin de Hongrie de 1519 à 1523 de 1524 à 1525 de 1526 à 1530 | István Palatin de Hongrie de 1519 à 1523 de 1524 à 1525 de 1526 à 1530 | István Palatin de Hongrie de 1519 à 1523 de 1524 à 1525 de 1526 à 1530 | István Palatin de Hongrie de 1519 à 1523 de 1524 à 1525 de 1526 à 1530 |                                                           |                                                           | András                                                    | András                                                    | András | András | András             | András             |                                           |                                           |                                           |                                           |                                           |                                           |                    |                    |                                              |                                              | |                                              |                                              |                                              | István Báthory voïvode de Transylvanie de 1530 à 1534 | István Báthory voïvode de Transylvanie de 1530 à 1534 | István Báthory voïvode de Transylvanie de 1530 à 1534 | István Báthory voïvode de Transylvanie de 1530 à 1534 | István Báthory voïvode de Transylvanie de 1530 à 1534 | István Báthory voïvode de Transylvanie de 1530 à 1534 |                                                  |                                                  |  |  |        |        |        |        |                                                           |                                                           |                                                           |                                                           | | | | | | | | | | | | |  |  |  |  |  |  |  |  |  |  |  |  |  |  |  |  |  |  |  |  |  |  |  |  |
|  |  |                                                       |                                                       |                                                       |                                                       | István Palatin de Hongrie de 1519 à 1523 de 1524 à 1525 de 1526 à 1530 | István Palatin de Hongrie de 1519 à 1523 de 1524 à 1525 de 1526 à 1530 | István Palatin de Hongrie de 1519 à 1523 de 1524 à 1525 de 1526 à 1530 | István Palatin de Hongrie de 1519 à 1523 de 1524 à 1525 de 1526 à 1530 | István Palatin de Hongrie de 1519 à 1523 de 1524 à 1525 de 1526 à 1530 | István Palatin de Hongrie de 1519 à 1523 de 1524 à 1525 de 1526 à 1530 |                                                           |                                                           | András                                                    | András                                                    | András | András | András             | András             |                                           |                                           |                                           |                                           |                                           |                                           |                    |                    |                                              |                                              | |                                              |                                              |                                              | István Báthory voïvode de Transylvanie de 1530 à 1534 | István Báthory voïvode de Transylvanie de 1530 à 1534 | István Báthory voïvode de Transylvanie de 1530 à 1534 | István Báthory voïvode de Transylvanie de 1530 à 1534 | István Báthory voïvode de Transylvanie de 1530 à 1534 | István Báthory voïvode de Transylvanie de 1530 à 1534 |                                                  |                                                  |  |  |        |        |        |        |                                                           |                                                           |                                                           |                                                           | | | | | | | | | | | | |  |  |  |  |  |  |  |  |  |  |  |  |  |  |  |  |  |  |  |  |  |  |  |  |
|  |  |                                                       |                                                       |                                                       |                                                       |                                                                        |                                                                        |                                                                        |                                                                        |                                                                        |                                                                        |                                                           |                                                           |                                                           |                                                           |        |        |                    |                    |                                           |                                           |                                           |                                           |                                           |                                           |                    |                    |                                              |                                              | |                                              |                                              |                                              |                                                       |                                                       |                                                       |                                                       |                                                       |                                                       |                                                  |                                                  |  |  |        |        |        |        |                                                           |                                                           |                                                           |                                                           | | | | | | | | | | | | |  |  |  |  |  |  |  |  |  |  |  |  |  |  |  |  |  |  |  |  |  |  |  |  |
|  |  |                                                       |                                                       |                                                       |                                                       |                                                                        |                                                                        |                                                                        |                                                                        | Bonaventura András voïvode de Transylvanie de 1552 à 1553              | Bonaventura András voïvode de Transylvanie de 1552 à 1553              | Bonaventura András voïvode de Transylvanie de 1552 à 1553 | Bonaventura András voïvode de Transylvanie de 1552 à 1553 | Bonaventura András voïvode de Transylvanie de 1552 à 1553 | Bonaventura András voïvode de Transylvanie de 1552 à 1553 |        |        | György épouse Anna | György épouse Anna | György épouse Anna                        | György épouse Anna                        | György épouse Anna                        | György épouse Anna                        |                                           |                                           | Anna épouse György | Anna épouse György | Anna épouse György                           | Anna épouse György                           | Anna épouse György                                                                                 | Anna épouse György                           |                                              |                                              |                                                       |                                                       | András                                                | András                                                | András                                                | András                                                | András                                           | András                                           |  |  |        |        |        |        |                                                           |                                                           | Christophe Báthory prince de Transylvanie de 1576 à 1581  | Christophe Báthory prince de Transylvanie de 1576 à 1581  | Christophe Báthory prince de Transylvanie de 1576 à 1581                                                                | Christophe Báthory prince de Transylvanie de 1576 à 1581                                                                | Christophe Báthory prince de Transylvanie de 1576 à 1581                                                                | Christophe Báthory prince de Transylvanie de 1576 à 1581                                                                | | | Étienne Báthory épouse Anna Jagellon roi de Pologne du 1er mai 1576 au 12 décembre 1586 prince de Transylvanie de 1571 à 1576 | Étienne Báthory épouse Anna Jagellon roi de Pologne du 1er mai 1576 au 12 décembre 1586 prince de Transylvanie de 1571 à 1576 | Étienne Báthory épouse Anna Jagellon roi de Pologne du 1er mai 1576 au 12 décembre 1586 prince de Transylvanie de 1571 à 1576 | Étienne Báthory épouse Anna Jagellon roi de Pologne du 1er mai 1576 au 12 décembre 1586 prince de Transylvanie de 1571 à 1576 | Étienne Báthory épouse Anna Jagellon roi de Pologne du 1er mai 1576 au 12 décembre 1586 prince de Transylvanie de 1571 à 1576 | Étienne Báthory épouse Anna Jagellon roi de Pologne du 1er mai 1576 au 12 décembre 1586 prince de Transylvanie de 1571 à 1576 |  |  |  |  |  |  |  |  |  |  |  |  |  |  |  |  |  |  |  |  |  |  |  |  |
|  |  |                                                       |                                                       |                                                       |                                                       |                                                                        |                                                                        |                                                                        |                                                                        | Bonaventura András voïvode de Transylvanie de 1552 à 1553              | Bonaventura András voïvode de Transylvanie de 1552 à 1553              | Bonaventura András voïvode de Transylvanie de 1552 à 1553 | Bonaventura András voïvode de Transylvanie de 1552 à 1553 | Bonaventura András voïvode de Transylvanie de 1552 à 1553 | Bonaventura András voïvode de Transylvanie de 1552 à 1553 |        |        | György épouse Anna | György épouse Anna | György épouse Anna                        | György épouse Anna                        | György épouse Anna                        | György épouse Anna                        |                                           |                                           | Anna épouse György | Anna épouse György | Anna épouse György                           | Anna épouse György                           | Anna épouse György                                                                                 | Anna épouse György                           |                                              |                                              |                                                       |                                                       | András                                                | András                                                | András                                                | András                                                | András                                           | András                                           |  |  |        |        |        |        |                                                           |                                                           | Christophe Báthory prince de Transylvanie de 1576 à 1581  | Christophe Báthory prince de Transylvanie de 1576 à 1581  | Christophe Báthory prince de Transylvanie de 1576 à 1581                                                                | Christophe Báthory prince de Transylvanie de 1576 à 1581                                                                | Christophe Báthory prince de Transylvanie de 1576 à 1581                                                                | Christophe Báthory prince de Transylvanie de 1576 à 1581                                                                | | | Étienne Báthory épouse Anna Jagellon roi de Pologne du 1er mai 1576 au 12 décembre 1586 prince de Transylvanie de 1571 à 1576 | Étienne Báthory épouse Anna Jagellon roi de Pologne du 1er mai 1576 au 12 décembre 1586 prince de Transylvanie de 1571 à 1576 | Étienne Báthory épouse Anna Jagellon roi de Pologne du 1er mai 1576 au 12 décembre 1586 prince de Transylvanie de 1571 à 1576 | Étienne Báthory épouse Anna Jagellon roi de Pologne du 1er mai 1576 au 12 décembre 1586 prince de Transylvanie de 1571 à 1576 | Étienne Báthory épouse Anna Jagellon roi de Pologne du 1er mai 1576 au 12 décembre 1586 prince de Transylvanie de 1571 à 1576 | Étienne Báthory épouse Anna Jagellon roi de Pologne du 1er mai 1576 au 12 décembre 1586 prince de Transylvanie de 1571 à 1576 |  |  |  |  |  |  |  |  |  |  |  |  |  |  |  |  |  |  |  |  |  |  |  |  |
|  |  |                                                       |                                                       |                                                       |                                                       |                                                                        |                                                                        |                                                                        |                                                                        |                                                                        |                                                                        |                                                           |                                                           |                                                           |                                                           |        |        |                    |                    |                                           |                                           |                                           |                                           |                                           |                                           |                    |                    |                                              |                                              | |                                              |                                              |                                              |                                                       |                                                       |                                                       |                                                       |                                                       |                                                       |                                                  |                                                  |  |  |        |        |        |        |                                                           |                                                           |                                                           |                                                           | | | | | | | | | | | | |  |  |  |  |  |  |  |  |  |  |  |  |  |  |  |  |  |  |  |  |  |  |  |  |
|  |  |                                                       |                                                       |                                                       |                                                       |                                                                        |                                                                        |                                                                        |                                                                        |                                                                        |                                                                        |                                                           |                                                           |                                                           |                                                           |        |        |                    |                    |                                           |                                           |                                           |                                           |                                           |                                           |                    |                    |                                              |                                              | |                                              |                                              |                                              |                                                       |                                                       |                                                       |                                                       |                                                       |                                                       |                                                  |                                                  |  |  |        |        |        |        |                                                           |                                                           |                                                           |                                                           | | | | | | | | | | | | |  |  |  |  |  |  |  |  |  |  |  |  |  |  |  |  |  |  |  |  |  |  |  |  |
|  |  |                                                       |                                                       |                                                       |                                                       |                                                                        |                                                                        |                                                                        |                                                                        |                                                                        |                                                                        |                                                           |                                                           |                                                           |                                                           |        |        |                    |                    | Élisabeth Báthory épouse Ferenc I Nádasdy | Élisabeth Báthory épouse Ferenc I Nádasdy | Élisabeth Báthory épouse Ferenc I Nádasdy | Élisabeth Báthory épouse Ferenc I Nádasdy | Élisabeth Báthory épouse Ferenc I Nádasdy | Élisabeth Báthory épouse Ferenc I Nádasdy |                    |                    | André Báthory prince de Transylvanie de 1599 | André Báthory prince de Transylvanie de 1599 | André Báthory prince de Transylvanie de 1599                                                       | André Báthory prince de Transylvanie de 1599 | André Báthory prince de Transylvanie de 1599 | André Báthory prince de Transylvanie de 1599 |                                                       |                                                       | Boldizsár Báthory prince de Transylvanie de 1594      | Boldizsár Báthory prince de Transylvanie de 1594      | Boldizsár Báthory prince de Transylvanie de 1594      | Boldizsár Báthory prince de Transylvanie de 1594      | Boldizsár Báthory prince de Transylvanie de 1594 | Boldizsár Báthory prince de Transylvanie de 1594 |  |  | István | István | István | István | István                                                    | István                                                    |                                                           |                                                           | Sigismond Ier Báthory prince de Transylvanie de 1581 à 1594, de 1594 à 1598 puis de 1598 à 1599 et enfin de 1601 à 1602 | Sigismond Ier Báthory prince de Transylvanie de 1581 à 1594, de 1594 à 1598 puis de 1598 à 1599 et enfin de 1601 à 1602 | Sigismond Ier Báthory prince de Transylvanie de 1581 à 1594, de 1594 à 1598 puis de 1598 à 1599 et enfin de 1601 à 1602 | Sigismond Ier Báthory prince de Transylvanie de 1581 à 1594, de 1594 à 1598 puis de 1598 à 1599 et enfin de 1601 à 1602 | Sigismond Ier Báthory prince de Transylvanie de 1581 à 1594, de 1594 à 1598 puis de 1598 à 1599 et enfin de 1601 à 1602 | Sigismond Ier Báthory prince de Transylvanie de 1581 à 1594, de 1594 à 1598 puis de 1598 à 1599 et enfin de 1601 à 1602 | | | | | | |  |  |  |  |  |  |  |  |  |  |  |  |  |  |  |  |  |  |  |  |  |  |  |  |
|  |  |                                                       |                                                       |                                                       |                                                       |                                                                        |                                                                        |                                                                        |                                                                        |                                                                        |                                                                        |                                                           |                                                           |                                                           |                                                           |        |        |                    |                    | Élisabeth Báthory épouse Ferenc I Nádasdy | Élisabeth Báthory épouse Ferenc I Nádasdy | Élisabeth Báthory épouse Ferenc I Nádasdy | Élisabeth Báthory épouse Ferenc I Nádasdy | Élisabeth Báthory épouse Ferenc I Nádasdy | Élisabeth Báthory épouse Ferenc I Nádasdy |                    |                    | André Báthory prince de Transylvanie de 1599 | André Báthory prince de Transylvanie de 1599 | André Báthory prince de Transylvanie de 1599                                                       | André Báthory prince de Transylvanie de 1599 | André Báthory prince de Transylvanie de 1599 | André Báthory prince de Transylvanie de 1599 |                                                       |                                                       | Boldizsár Báthory prince de Transylvanie de 1594      | Boldizsár Báthory prince de Transylvanie de 1594      | Boldizsár Báthory prince de Transylvanie de 1594      | Boldizsár Báthory prince de Transylvanie de 1594      | Boldizsár Báthory prince de Transylvanie de 1594 | Boldizsár Báthory prince de Transylvanie de 1594 |  |  | István | István | István | István | István                                                    | István                                                    |                                                           |                                                           | Sigismond Ier Báthory prince de Transylvanie de 1581 à 1594, de 1594 à 1598 puis de 1598 à 1599 et enfin de 1601 à 1602 | Sigismond Ier Báthory prince de Transylvanie de 1581 à 1594, de 1594 à 1598 puis de 1598 à 1599 et enfin de 1601 à 1602 | Sigismond Ier Báthory prince de Transylvanie de 1581 à 1594, de 1594 à 1598 puis de 1598 à 1599 et enfin de 1601 à 1602 | Sigismond Ier Báthory prince de Transylvanie de 1581 à 1594, de 1594 à 1598 puis de 1598 à 1599 et enfin de 1601 à 1602 | Sigismond Ier Báthory prince de Transylvanie de 1581 à 1594, de 1594 à 1598 puis de 1598 à 1599 et enfin de 1601 à 1602 | Sigismond Ier Báthory prince de Transylvanie de 1581 à 1594, de 1594 à 1598 puis de 1598 à 1599 et enfin de 1601 à 1602 | | | | | | |  |  |  |  |  |  |  |  |  |  |  |  |  |  |  |  |  |  |  |  |  |  |  |  |
|  |  |                                                       |                                                       |                                                       |                                                       |                                                                        |                                                                        |                                                                        |                                                                        |                                                                        |                                                                        |                                                           |                                                           |                                                           |                                                           |        |        |                    |                    |                                           |                                           |                                           |                                           |                                           |                                           |                    |                    |                                              |                                              | |                                              |                                              |                                              |                                                       |                                                       |                                                       |                                                       |                                                       |                                                       |                                                  |                                                  |  |  |        |        |        |        |                                                           |                                                           |                                                           |                                                           | | | | | | | | | | | | |  |  |  |  |  |  |  |  |  |  |  |  |  |  |  |  |  |  |  |  |  |  |  |  |
|  |  |                                                       |                                                       |                                                       |                                                       |                                                                        |                                                                        |                                                                        |                                                                        |                                                                        |                                                                        |                                                           |                                                           |                                                           |                                                           |        |        |                    |                    |                                           |                                           |                                           |                                           |                                           |                                           |                    |                    |                                              |                                              | András                                                                                             | András                                       | András                                       | András                                       | András                                                | András                                                |                                                       |                                                       |                                                       |                                                       |                                                  |                                                  |  |  |        |        |        |        | Gabriel Ier Báthory prince de Transylvanie de 1608 à 1613 | Gabriel Ier Báthory prince de Transylvanie de 1608 à 1613 | Gabriel Ier Báthory prince de Transylvanie de 1608 à 1613 | Gabriel Ier Báthory prince de Transylvanie de 1608 à 1613 | Gabriel Ier Báthory prince de Transylvanie de 1608 à 1613                                                               | Gabriel Ier Báthory prince de Transylvanie de 1608 à 1613                                                               | | | | | | | | | | |  |  |  |  |  |  |  |  |  |  |  |  |  |  |  |  |  |  |  |  |  |  |  |  |
|  |  |                                                       |                                                       |                                                       |                                                       |                                                                        |                                                                        |                                                                        |                                                                        |                                                                        |                                                                        |                                                           |                                                           |                                                           |                                                           |        |        |                    |                    |                                           |                                           |                                           |                                           |                                           |                                           |                    |                    |                                              |                                              | András                                                                                             | András                                       | András                                       | András                                       | András                                                | András                                                |                                                       |                                                       |                                                       |                                                       |                                                  |                                                  |  |  |        |        |        |        | Gabriel Ier Báthory prince de Transylvanie de 1608 à 1613 | Gabriel Ier Báthory prince de Transylvanie de 1608 à 1613 | Gabriel Ier Báthory prince de Transylvanie de 1608 à 1613 | Gabriel Ier Báthory prince de Transylvanie de 1608 à 1613 | Gabriel Ier Báthory prince de Transylvanie de 1608 à 1613                                                               | Gabriel Ier Báthory prince de Transylvanie de 1608 à 1613                                                               | | | | | | | | | | |  |  |  |  |  |  |  |  |  |  |  |  |  |  |  |  |  |  |  |  |  |  |  |  |
|  |  |                                                       |                                                       |                                                       |                                                       |                                                                        |                                                                        |                                                                        |                                                                        |                                                                        |                                                                        |                                                           |                                                           |                                                           |                                                           |        |        |                    |                    |                                           |                                           |                                           |                                           |                                           |                                           |                    |                    |                                              |                                              | Zsófia Báthory épouse Georges II Rákóczi prince de Transylvanie de 1648 à 1657 puis de 1658 à 1659 |                                              |                                              |                                              |                                                       |                                                       |                                                       |                                                       |                                                       |                                                       |                                                  |                                                  |  |  |        |        |        |        |                                                           |                                                           |                                                           |                                                           | | | | | | | | | | | | |  |  |  |  |  |  |  |  |  |  |  |  |  |  |  |  |  |  |  |  |  |  |  |  |

## Pour approfondir